# Rafael De Fex
Rafael Junior De Fex Marriaga (Maracaibo, Estado Zulia, Venezuela, 11 de mayo de 1990) es un futbolista venezolano y su equipo actual es el Marsa Football Club de la Primera División de Malta.
Juega de volante ofensivo, enganche y delantero, se caracteriza por ser un jugador creativo, asociativo y desequilibrante, tiene buena pegada, visión de juego y pase gol.

## Trayectoria

### Inicios
Sus primeros pasos fueron en el fútbol amateur de su tierra natal con el Sport Zulia, antiguo Zulia FC, allí hizo las categorías sub-15 y sub-17. Participó en el Sudamericano Sub-15 con Venezuela en Bolivia. Luego, al regresar al país, disputó torneos de categoría menores con la reconocida academia de fútbol de Barquisimeto, la Máximo Viloria. Con la creación de Guaros Fútbol Club en el 2006, los dirigentes lo contactaron para hacer un proyecto joven, y así fue como empezó su trayectoria profesional en el estado Lara.

### Guaros FC
Cuando llegó al recién fundado Guaros Fútbol Club, comenzó a jugar en las categorías inferiores. Al final de la temporada 2006-2007, se selló la expansión en la Primera División del fútbol venezolano. Tuvo buenas actuaciones en Segunda y con la sub-20, con la que había quedado campeón.

## Selección nacional
Participó en el Campeonato Sudamericano Sub-17 de 2007 disputado en Ecuador en dónde la Selección de fútbol de Venezuela estuvo a punto de lograr la primera clasificación a un Mundial, tras finalizar quintos a un punto de Perú quien se quedó con el último boleto.

## Clubes
| Clubes                | País      | Temporadas    | Partidos | Goles |
| --------------------- | --------- | ------------- | -------- | ----- |
| Guaros FC             | Venezuela | 2007 – 2008   | 22       | 3     |
| Minerven              | Venezuela | 2008 – 2009   | 15       | 3     |
| ACD Lara              | Venezuela | 2009 - 2011   | 36       | 3     |
| Portuguesa FC         | Venezuela | 2012 - 2013   | 25       | 3     |
| Zulia FC              | Venezuela | 2013 - 2014   | 22       | 3     |
| Yaracuyanos FC        | Venezuela | 2015 - 2016   | 19       | 3     |
| Fgura United FC       | Malta     | 2016 - 2017   | 24       | 3     |
| Msida Saint-Joseph FC | Malta     | 2017 - 2018   | 17       | 2     |
| Marsa Football Club   | Malta     | 2018 - Actual | 3        | 0     |

- Datos: Q9065762